# Josy van Leberghe
Josy van Leberghe foi uma patinadora artística belga. Ela competiu nos Jogos Olímpicos de Inverno de 1928 ao lado de Robert van Zeebroeck em 1928, terminando na sexta posição.

## Principais resultados
| Jogos Olímpicos | 6.ª |